# William Thorold (Architekt)
William Thorold (* 9. Oktober 1798 in Methwold, Norfolk; † 17. Dezember 1878 in Thorpe Hamlet, Norwich) war ein Mühlenbauer, Architekt und Bauingenieur in Norwich, Norfolk.

## Berufsleben

### Tätigkeit als Mühlenbauer

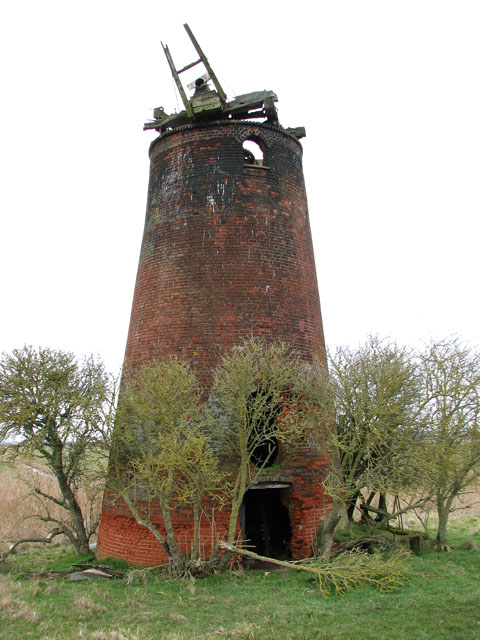
Mühle in Limpenhoe, 2010

William Thorold war der Sohn eines Bauern. Er ging bei George Shafto und später bei John Fisher Gurling in St Martin’s Lane, Norwich, in die Lehre. Er war 1829 an der Renovierung der Wassermühlen in Bawburgh beteiligt. Im Sommer 1830 baute er in Felthorpe eine Bockwindmühle, und 1831 in Limpenhoe eine Turmwindmühlenpumpe. 1836 war er als Architekt bzw. Mühlenbauer am Bau der dampfbetriebenen St. James’ Yarn Mill in Norwich beteiligt. Weitere Wassermühlen baute er 1982 in Taverham und 1849.

### Tätigkeit als Architekt
Er entwarf zwischen 1836 und 1837 die Baupläne für die Fabriken in Thetford, Pulham Market, Rockland All Saints, Kenninghall, Hindringham und Great Snoring all in Norfolk sowie 1837 eine Fabrik in Rochford, Essex.

### Tätigkeit als Bauingenieur

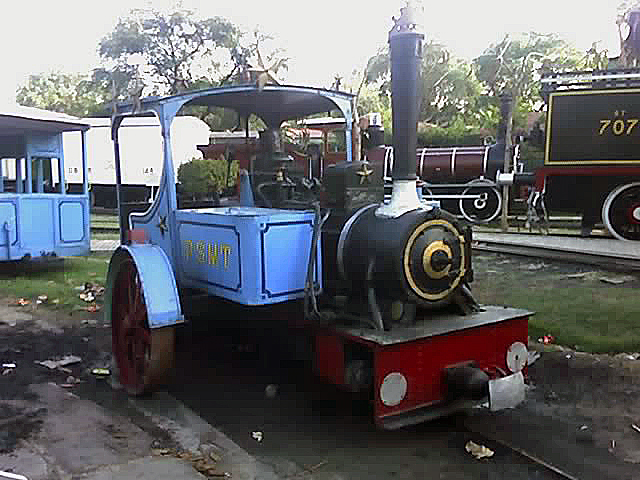
Patiala State Monorail Trainways

Als Bauingenieur war er 1830–31 verantwortlich für den Bau der Acle Straight, einer Straße zwischen Acle und Great Yarmouth. Er leitete 1843 den New Cut genannten Kanal-Einschnitt für den Fluss Yare in Thorpe St. Andrew, durch den beim Bau der Norwich and Yarmouth Railway der Bau und Betrieb zweier Drehbrücken eingespart werden konnte. Er wurde bereits vor 1845 Mitglied der Institution of Civil Engineers. In den frühen 1860er Jahren war er an der Entwässerung der Ten Mile Bank, Hilgay und des Middle Level, Kings Lynn involviert.
1868 präsentierte er „Railways on Turnpike Roads“ in der British Association, in dem er ein Einschienenbahnkonzept vorstellte, das entlang von Straßen auf Höhe des Erdbodens verlegt werden konnte, und Bögen mit 20 Fuß (6 m) Radius sowie Steigungen von 1 in 12 (83 ‰) bewältigen konnte. Der Antrieb konnte wie bei der Kundala Valley Railway mit Zugtieren oder bei den von William Thorold gebauten Patiala State Monorail Trainways mit Dampflokomotiven erfolgen.